# Малич
Малич је планина у околини Ивањице, у Србији. Већим делом се налази на територији Добрача које спада под општину Ариље, док се источна падина налази на територији Прилика. Висока је 1101 метара надморске висине.
На Маличу је 2001. основана школа падобранства. Сваког августа се ту одржава такмичење у спуштању падобранима.